# SacI
SacI ist ein Restriktionsenzym aus dem Bakterium Streptomyces achromogenes.

## Eigenschaften
SacI ist eine Endonuklease (Typ II, Subtyp P), die DNA an einer palindromischen DNA-Erkennungsequenz schneidet. Durch den versetzten Schnitt der DNA durch SacI entsteht ein sticky end mit einem 4-Basen-Überhang und je einer Phosphatgruppe an beiden 5'-Enden der doppelsträngigen DNA-Produkte. SacI wird weder durch eine DAM-Methylierung, noch durch eine DCM- oder eine CpG-Methylierung gehemmt. Nach einer Restriktion von DNA in vitro kann SacI durch 20-minütiges Erhitzen auf 65 °C denaturiert und somit inaktiviert werden. Meistens wird SacI als rekombinantes Protein in E.coli hergestellt.
| Erkennungssequenz         | Restriktionsschnitt         |
| ------------------------- | --------------------------- |
| 5'-GAGCTC-3' 3'-CTCGAG-5' | 5'-GAGCT C-3' 3'-C TCGAG-5' |

## Anwendungen
SacI wird für Restriktionsverdaue im Rahmen von Klonierungen oder Restriktionsanalysen verwendet.